# Irina Ivanovna Poplavskaja
Irina Ivanovna Poplavskaja (Mosca, 8 dicembre 1924 – Mosca, 28 maggio 2012) è stato un regista sovietico.

## Filmografia parziale

### Regista
- Tri rasskaza Čechova (1960)
- Džamilja (1968)
- Gorjanka (1975)
- Vasilij i Vasilisa (1981)